# Acanthonitis rasplusi
Acanthonitis rasplusi är en skalbaggsart som beskrevs av Yves Cambefort 1995. Acanthonitis rasplusi ingår i släktet Acanthonitis och familjen bladhorningar. Inga underarter finns listade i Catalogue of Life.